# Nkongolo
 (décembre 2020).
Si vous disposez d'ouvrages ou d'articles de référence ou si vous connaissez des sites web de qualité traitant du thème abordé ici, merci de compléter l'article en donnant les références utiles à sa vérifiabilité et en les liant à la section « Notes et références ».
 (janvier 2020).
Kongolo était un roi des luba, peuple situé dans la région du Katanga.

## Biographie
Kongolo fut le premier roi luba, il avait érigé sa capitale à Mwibele, près du Lac Boya. Certains récits disent qu’il serait d’origine Songye. Kongolo (ou Nkongolo) Mwamba essayait d’étendre son royaume en conquérant les chefferies Songye voisines.
Il fit la rencontre d’un prince du royaume des Kunda au nom d’Ilunga Mbidi par l’entremise de ses sœurs qui l’avaient rencontré au bord du lac, celui-ci étant un fin stratège militaire l’aida à agrandir son royaume. La popularité et la puissance croissante d'Ilunga Mbidi fit ombrage à Kongolo, qui, conseillé par son entourage, organisa un complot visant à l’éliminer. Grâce à l’aide de ses épouses, Ilunga Mbidi put prendre la fuite en y laissant femmes et enfants et retourner sur les terres Kunda.
L’un des fils d'Ilunga Mbidi, répondant au nom de Kalala Ilunga, prit la place de son père comme l’un des généraux au sein des forces guerrières. Lui aussi devint très puissant, ce qui inquiéta Kongolo. Kongolo essaya à plusieurs reprises d’éliminer son neveu mais échoua. À la dernière tentative, Kalala Ilunga décida d’en finir, il pourchassa Kongolo après une victoire sur le champ de bataille et le tua. Après avoir exposé la tête et les organes génitaux de Kongolo, il fut proclamé Empereur, Mulopwe.